# Tommy Villiers
Thomas George Villiers es un músico de Saffron Walden. Si bien es mejor conocido por su trabajo con Piri y como parte de Piri & Tommy, también se destaca por haber sido miembro de Porij y See Thru Hands, y como músico solista y remezclador por derecho propio. Es el tataranieto del primer ministro británico John Russell, primer conde Russell.

## Biografía

### Primeros años de vida
Thomas George Villiers es hijo de Hugo Villiers y Elizabeth Shaw, y tiene un hermano mayor, Hamish, y un hermano menor, Angus, un jockey. El bisabuelo de Hugo fue Thomas Lister Villiers de la familia Villiers,: 800–801  expresidente del Grupo George Steuart, y cuyo abuelo fue John Russell, primer conde Russell, quien fue primer ministro del Reino Unido entre el 30 de junio de 1846 y el 21 de febrero de 1852, y luego nuevamente entre el 29 de octubre de 1865 y el 26 de junio de 1866. Creció en Saffron Walden, y era fanático de los Red Hot Chili Peppers. Asistió a la escuela secundaria del condado de Saffron Walden, en la que ofrecería su trompeta de octavo grado a cualquier banda de la escuela secundaria que lo entretuviera. Cuando estaba en sexto grado, Hamish comenzó a llevarlo a fiestas en casas, donde desarrolló un interés por la música de baile; queriendo replicar lo que estaba escuchando y habiendo recibido una Mac, comenzó a producir pistas de drum and bass, subirlas a SoundCloud y actuar como DJ en fiestas caseras. Villiers asistió al Royal Northern College of Music, del cual se licenció en música popular.

### Bandas
Mientras estaba en la escuela secundaria, formó una banda de funk rock, Room C, y mientras estaba en la universidad, formó las bandas Porij y See Thru Hands. Porij tomó su nombre de un error ortográfico de las gachas (en inglés porridge) de cereales para el desayuno y lanzó el EP Breakfast en 2020 con su propio sello, Oat Gang, llamado así porque DistroKid quería un nombre para el sello. Lanzaron un segundo EP, Baby Face, en 2021, y un tercer EP, Outlines, en 2022, momento en el que Villiers se había ido para concentrarse en Piri & Tommy, una banda que formó con Piri, a quien conoció en 2020, justo antes del segundo confinamiento por COVID-19 en el Reino Unido, después de coincidir con ella en Tinder; un par de semanas después, uno de los fotógrafos de Porij retuiteó una de sus sesiones de fotos, lo que provocó que Piri localizara su cuenta de Instagram y lo invitara a salir. Su primera cita fue en Piccadilly Gardens, en la que se unieron por el amor compartido por la música disco. Más tarde formaron una burbuja sanitaria en una casa de estudiantes en Mánchester.
Después de darse cuenta de que Piri podía cantar y Villiers podía producir, se pusieron a escribir juntos; la primera canción que grabaron, «Sunlight», era una canción house. La primera canción que lanzaron fue «It's a Match», una canción disco, hecha después de que ambos experimentaron con numerosos géneros, y su segunda canción, «Soft Spot» de junio de 2021, se volvió viral en Spotify y TikTok, lo que provocó que EMI los firmara, relanzara «Soft Spot», y lanzara los sencillos «Beachin» en enero de 2022 y «Words» en abril de 2022.
Luego firmaron con Polydor Records, que lanzó «On & On» en julio de 2022, y luego el mixtape Froge.mp3 en octubre de 2022, que tomó su nombre de un apodo que solían darse mutuamente, incluía «Sunlight», «Soft Spot», «Beachin», «Words» y «On & On», y que promocionaron con Froge.tour. El 11 de enero de 2023, Clash informó que Piri y Villiers se habían separado pero seguían siendo amigos, lanzarían música previamente grabada y planeaban trabajar juntos en el futuro; Más tarde ese mes, aparecieron en «Feel It» de MJ Cole, en la que Villiers contribuyó con un solo de guitarra. Al mes siguiente, ella y Villiers lanzaron «Updown», y en mayo de 2023, ella y Villiers lanzaron «Nice 2 Me». Más tarde abandonaron Polydor y lanzaron «Lovergirl» en julio de 2023.

### Otros trabajos
En abril de 2022, Villiers interpretó al antihéroe, Scotty, en el vídeo musical de «Ur Mum» de Wet Leg, dirigido por Lava La Rue. Luego lanzó un remix de «Afraid to Feel» de LF System, antes de firmar un contrato de publicación en solitario en septiembre de 2022 con Tim & Danny Music. En noviembre de 2022, lanzó un remix de «Noodle Poodle» de Nine8 Collective, grupo compuesto por Lava La Rue, Mac Wetha, Bone Slim, Biig Piig, Nayana Iz, Nige y LorenzoRSV. Lanzó una canción de club, «Not Puzzled», en la que participaba Ceòl-Min, y luego, en julio de 2023, lanzó «To the Moon» con el rapero Mustbejohn, una canción sobre las posibilidades de una noche de fiesta inspirada en el UK garage y música brasileña que escuchaba en ese momento.